# 劳工权利

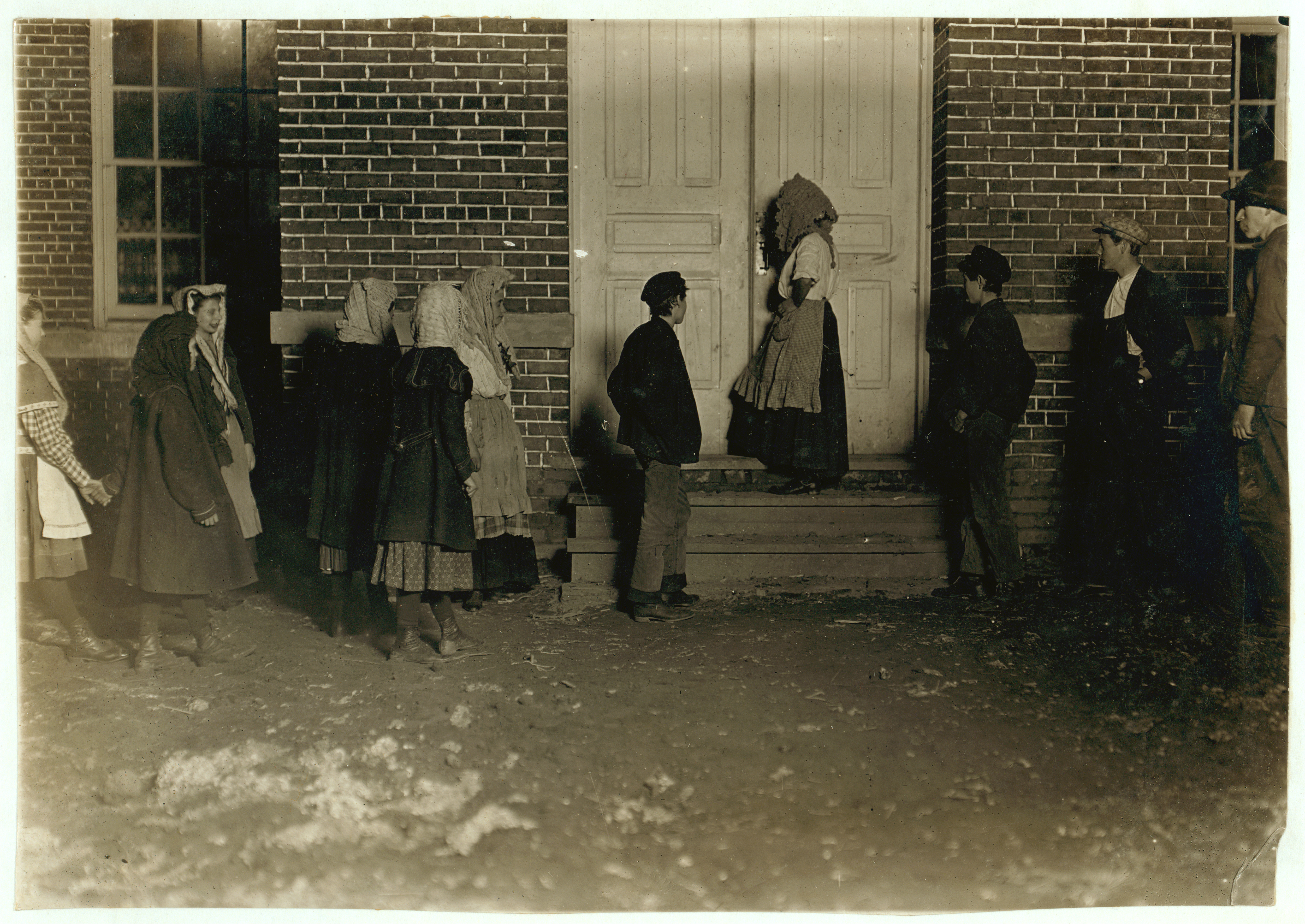
在12月的一个寒冷、黑暗的夜晚，上夜班的孩子们晚上6点去工作，直到早上6点才出来。

勞工權利（也稱工人權利）是一种人权、经济权利、社会权利。部分国家和地区会在法律上将该权力授予劳工，同时对该权利的实施进行保障。劳工权利可以由劳工主动争取，也可以由法律等方式被动授予。在内容上，其包含如结社自由权等各种大小权利的部分或整体，且其主要对象为劳工和与劳工有关的群体或个人（如政府、雇主等），在不同的历史时期其对象和含义也许会发生变化，这些对象和劳工本身主动或被动的受到此权利的约束或支持，因此劳工权利是一种无论从内容还是对象都较为复杂和多样的权利。这些权利有的被编入国家或国际有关劳动和就业的相关法律中。而且在一般情况下，这些权利会影响雇佣关系中的工作条件、薪酬等与劳工相关的内容。在其中较为突出的权利有结社自由权，也就是通常所谓的组织权——通过组织工会中的工人来行使集体谈判的权利，以此来改善工作条件、提高薪酬或达到其他目的。

## 历史背景
纵观人类历史，劳工群体长期以来都在试图追求他们自身的利益、提高自身的权利。

### 古代的工人运动或劳工状况
- 在中世纪，英国的农民起义表达了他们对工资和工作条件的要求。起义领袖之一的约翰·鲍尔有一个著名的观点，即人们生而平等，他说：“当亞當与夏娃（还在伊甸园）上蹿下跳的时候，哪里有什么绅士呢？”（此处文与“王侯将相宁有种乎”之意类似）。劳动者们经常诉诸于传统权利。例如，英国农民曾反对圈地运动，因为圈地运动将传统的公有土地变成了私有土地[2]。

- 在十八世纪晚期拉丁美洲的部分地区，庄园的雇佣状态反应了一个但或许不典型现象，在那里越来越难以雇用自由工人，因此越来越多地使用奴隶，此时这些劳工便成为了明显的强制劳动的对象，但并没有足够的理据说明当时其他的庄园或农村也是如此。[3]

- 英国议会通过了《1833年工厂法》，内容规定9岁以下的儿童不能工作，9-13岁的儿童每天只能工作8小时，14-18岁的儿童每天只能工作12小时 。[4]

### 近代及现代的工人运动或劳工状况
在近代或现代，大罢工等工人反抗当权的依旧存在，且也表达了工人追求权利的意愿，或是行使权利的过程。
- 在1925年，中国共产党领导工人反对帝国主义暴行的五卅运动爆发，共约1700万人参加[5]。

- 在1981年12月16日，波兰处于戒严期间，爆发了乌杰克煤矿罢工事件，意在释放扬·路德维克扎克，但最终被镇压。[6]

- 在1984-1985年发生的英国矿工大罢工，揭示了长期的劳资分配不平等以及阶级分化的严重性，同样的，这场罢工的失败打击了英国的工会运动[7]。

- 在2019－2020年法国爆发的养老金改革罢工，为法国二十五年来最大的一次罢工，也是铁道部门最大的一次罢工，表达工人群体对养老金改革以及马克龙的政治措施的不满，亦发生警察发射催泪瓦斯驱散人群以及警民冲突[8][9]。

## 劳工权利的含义

### 对象
劳工权利面对的对象该是劳工本身以及与他们有个的集体或个人，尤其是政府或雇主，这些权利适用于这些群体以及与他们有关的事件，并保障或约束他们。

### 类型
劳工权利是一种主动权，也是一种被动权，可以由劳工自主争取，也可以由法律授予，并由司法机关监督其执行。
不止如此，它还包括许多其它类型的权利，如组织权等。

### 争取或被授予的形式
主动的争取方式包括罢工，组建工会等方式来争取权利，亦有采用非暴力不合作的方式获取的。而被动的被授予方式包括国际协定，国家内部的法律、政策等。

## 核心劳工标准
核心劳工标准由国际劳工组织在《工作中的基本原则和权利宣言》中确定，它被认为是 "公认的特别重要的标准"。 并且是普遍适用的，无论相关公约是否已被批准，也无论一个国家的发展水平或文化价值观是怎样的。这些标准由定性而非定量的标准组成，它不去确定具体的工作条件、工资或健康和安全标准的特定水平。也不是为了破坏发展中国家可能拥有的优势。核心劳工标准是重要的人权标准之一，并被广泛批准的国际人权文书所认可，包括《儿童权利公约》（CROC）和《公民权利和政治权利国际公约》（ICCPR），前者是得到最广泛批准的人权条约之一，有193个缔约方，而后者有160个缔约方。它们被纳入各种法律文书中与劳工有关的不同条款，如联合国《全球契约》、《经合组织准则》和《国际劳工组织跨国企业宣言》等 。

### 核心劳工标准内容：
1. 结社自由：[17]工人能够加入独立于政府和雇主影响的工会。
2. 集体谈判的权利：[18]工人可以与雇主进行集体谈判，而不是单独谈判。
3. 禁止一切形式的强迫劳动：[19]包括免受监狱劳动和奴役的保障，并防止工人在胁迫下被迫工作；[20] 。
4. 消除最恶劣形式的童工：[21]对儿童要求最低工作年龄和某些工作条件要求。
5. 就业中的非歧视：同工同酬。

由于各种限制和问题，很少有国际劳工组织成员国批准了所有这些公约，但由于这些权利在《世界人权宣言》中也得到了承认，并构成了国际习惯法的一部分，他们大多会承诺尊重这些权利。关于将这些核心劳工权利纳入世界贸易组织机制的讨论，可见世界贸易组织的劳工标准。在这个核心之外还有许多其他问题，如在英国，雇员的权利包括获得就业细节的权利、逐项的工资报表、他们有权享受每日休息时间、休假、带薪假期等等。

## 劳工的权利及其问题
除了组织权之外，劳工运动还就其他各种与劳工权利有关的问题开展了各种运动。劳工运动的目的及根本是为了改善工人的工作生产条件。追溯到1768年，纽约职业裁缝因为薪酬降低而举行的第一次罢工抗议，标志着劳工运动的开始。近18世纪时，工会成立，其以改善所有工人的工作条件作为目标并为之做出努力。劳工运动作出了许多努力，意在给予工人福利、为受伤或退休的工人提供帮助、解决童工问题、要求同工同酬等。以下各节将进一步解释这些内容。

### 限制工作时间
许多劳工运动都与限制工作时间有关，例如19世纪的劳工们为争取每天8小时的工作时间开展了诸多劳工运动。工人权益团体（如工会）也试图限制工作时间。在许多国家，政府将每周工作时间定为40小时以下。而法国在2000年制定了每周35小时的工作时间的规定，虽然此后这一规定被大大削减。法律上，工人可以与雇主达成协议，延长工作时间，但额外的工作时间雇主应支付予劳工相应的加班费。在欧盟于2003年颁布的工作时间指令中即已规定包括加班在内的每周工作时间最多为48小时。

### 童工问题

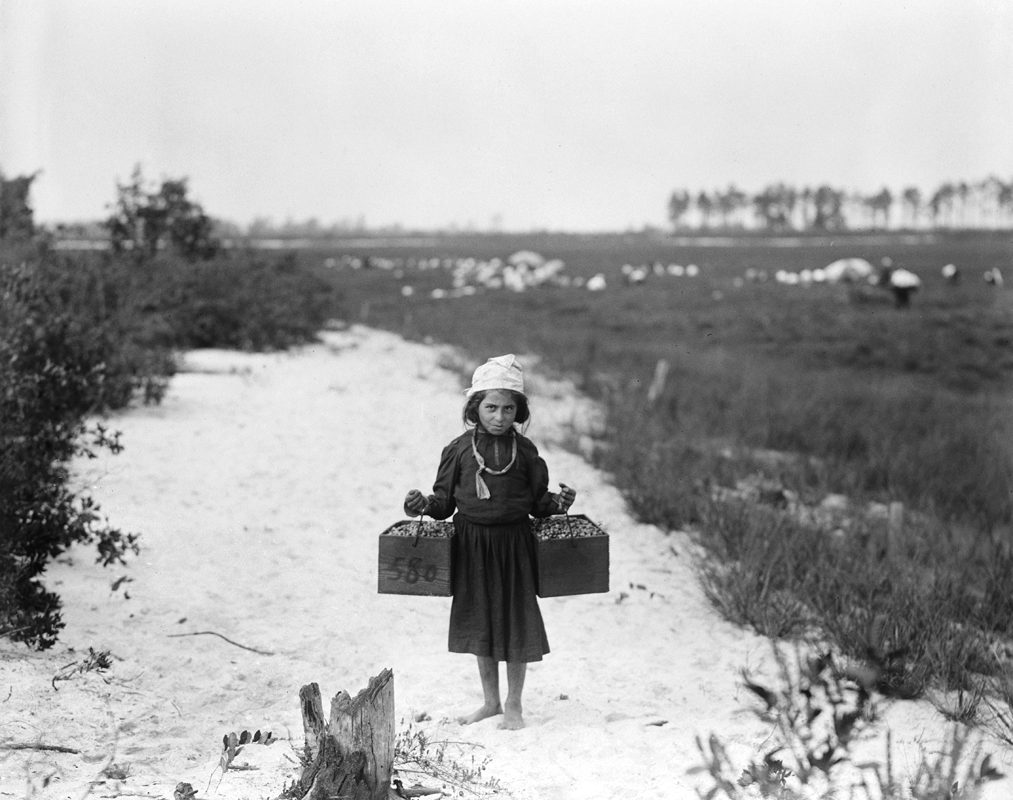
十岁的罗丝·比奥多，在费城安南街1216号。工作了整整3个夏天。她同时要照顾婴儿和携带浆果。

劳工权利倡导者也一直致力于打击雇佣童工的行为。他们认为雇用童工是剥削性的行为，而且往往会对经济的正常发展造成损害。反对童工的人经常认为，工作使童工被剥夺了受教育的权利和机会。在1948年和1989年，联合国宣布，儿童有权利获得社会保护。
儿童很难争取自己的基本权利，尤其是在他们工作的场所。他们受到的待遇往往低于其他劳工。雇主之所以利用童工，是因为他们相比于成年劳工缺乏集体谈判的能力，只能妥协于在令人不快的工作场所中工作。几乎95%的童工都在发展中国家工作，但也有许多童工现象曾经在发达国家中出现。已被关注的的导致严重伤害或导致童工死亡的事件有刚果民主共和国的钴矿开采以及赞比亚的铜矿开采，据报道，儿童以牺牲自己的教育为代价参与各种形式的采矿行为。 人们越来越担心，对涉及童工的产业（如电动汽车电池生产）会不断增加，这只会使侵犯劳工权利的情况越发严重。在印度和巴基斯坦，儿童在各种行业中长时间工作，因为他们的父母负债累累，要依靠儿童为家庭赚取收入。有些贫困家庭也依靠孩子的收入来支付账单。在埃及，大约有150万14岁以下的孩子在工作，尽管在埃及有关于保护儿童的劳动法。